# Suaeda novae-zelandiae
Suaeda novae-zelandiae är en amarantväxtart som beskrevs av Harry Howard Barton Allan. Suaeda novae-zelandiae ingår i släktet saltörter, och familjen amarantväxter. Inga underarter finns listade i Catalogue of Life.